# Werner Leich

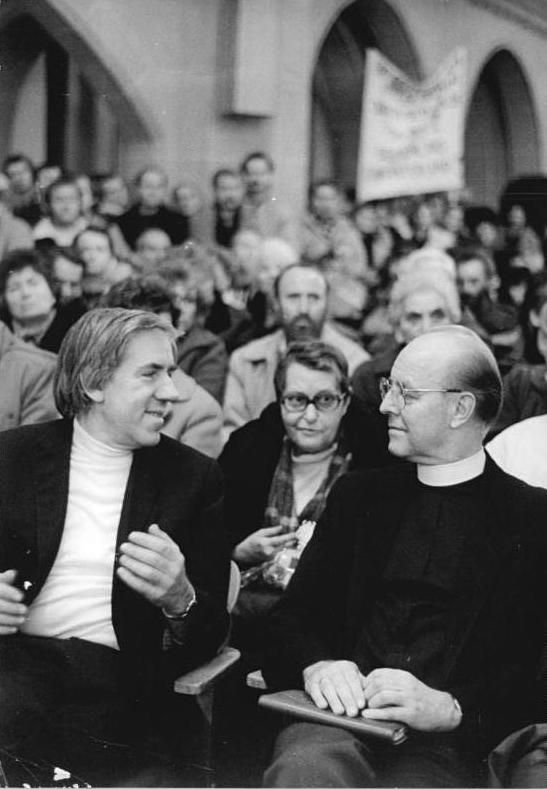
Friedensgebet in der Geraer Johanniskirche: links der Geraer Pfarrer Joachim Urbig, rechts Landesbischof Werner Leich (1989)

Werner Leich (* 31. Januar 1927 in Mühlhausen in Thüringen, Provinz Sachsen; † 17. Dezember 2022 in Gotha) war ein deutscher evangelisch-lutherischer Theologe. Er war von 1978 bis 1992 Landesbischof der Evangelisch-Lutherischen Kirche in Thüringen.

## Leben und Beruf
Werner Leich wurde in der preußischen Provinz Sachsen geboren. Er besuchte die Nationalpolitische Erziehungsanstalt (NAPOLA) in der ehemaligen Landesschule Pforta bei Naumburg (Saale) und anschließend das Gymnasium Ernestinum in Gotha. Von 1942 bis 1945 nahm er als freiwilliger Luftwaffenhelfer und als Wehrmachtssoldat mit Dienstgrad Fahnenjunker am Krieg teil, denn er wollte „für die Rettung Deutschlands kämpfen“. Nach dem Zweiten Weltkrieg begann er eine Schlosserlehre und holte das Abitur nach. Ab 1947 studierte er Evangelische Theologie in Marburg und Heidelberg. Um sein Studium zu finanzieren, arbeitete er untertage in Gelsenkirchen im Bergwerk. Er schloss sich der schlagenden Verbindung Landsmannschaft Hasso-Borussia Marburg im Coburger Convent (CC) an und engagierte sich gegen emanzipatorische Ansätze im AStA der Universität. Er war seit 1952 verheiratet und hatte einen Sohn und eine Tochter.
Nach Abschluss seines Studiums 1951 war er bis 1953 Vikar in Angelroda (Kreis Arnstadt) und ab 1954 Pfarrer in Wurzbach (Kreis Lobenstein). 1969 wurde er zum Superintendenten in Lobenstein ernannt. Schon seit 1960 gehörte er auch der Synode der Evangelisch-Lutherischen Kirche in Thüringen an, in welcher er 1967 zum Vizepräsidenten gewählt wurde. Dieses Amt konnte er bis 1978 ausüben, dann wurde er Landesbischof der thüringischen Landeskirche in Eisenach. Die Synode hatte ihn im Dezember 1977 als Nachfolger von Ingo Braecklein in dieses Amt gewählt.
Schon seit 1969 war Leich auch Mitglied in der Kirchenleitung der Vereinigten Evangelisch-Lutherischen Kirche Deutschlands (VELKD) – Bereich Ost (VELK DDR), der er von 1983 bis 1986 als Leitender Bischof vorstand. Außerdem war er 1986 bis 1990 als Nachfolger von Johannes Hempel Vorsitzender der Konferenz der Kirchenleitungen des Bundes der Evangelischen Kirchen in der DDR (BEK). Die VELK DDR löste sich bereits 1988 auf, der BEK nach der Wende.
Zum 3. Oktober 1990, dem ersten Tag der Deutschen Einheit, empfahl Leich den Kirchgemeinden ein allgemeines Läuten der Kirchenglocken. Wenige Monate zuvor hatte er sich dafür ausgesprochen, die Formel „Kirche im Sozialismus“ fallenzulassen zugunsten der Bezeichnung „Evangelische Kirche in der DDR“. Am 18. April 1990 fand bei ihm der erste „Runde Tisch Thüringens“ im Evangelischen Gemeindezentrum Paul Schneider statt.
1992 trat Leich in den Ruhestand. Zu seinem Nachfolger als Landesbischof wählte die thüringische Synode Roland Hoffmann. 2011 trat er noch einmal als Mitunterzeichner eines offenen Briefes mehrerer Altbischöfe der evangelischen Landeskirchen an die Öffentlichkeit, in dem die Ordination von Pfarrern, die in gleichgeschlechtlichen Partnerschaften leben, deutlich kritisiert wurde. Weitere Unterzeichner waren Eduard Berger, Heinrich Herrmanns, Jürgen Johannesdotter, Gerhard Maier, Gerhard Müller, Theo Sorg und Ulrich Wilckens.

## Ehrungen
- 1983: Ehrendoktorwürde der Friedrich-Schiller-Universität Jena (Dr. h. c.)
- 1989: Ehrendoktorwürde des theologischen Instituts der Evangelischen Kirche Augsburgischen Bekenntnisses in Ungarn
- 1990: Ehrendoktorwürde der Wittenberg Universität Springfield/Ohio
- 1984: Four Freedoms Award in der Kategorie Religionsfreiheit
- 2004: Thüringer Verdienstorden

## Werke
- Freu dich, Himmel – freu dich, Erde. Ein Weihnachtsbuch. SCM Brockhaus, Wuppertal 1993.
- DU aber bleibst – im Wechsel der Horizonte. Lebenserinnerungen. Wartburg-Verlag, Weimar 2002, ISBN 978-3-86160-149-4. (überarbeitete und wesentlich erweiterte Neuauflage der Lebenserinnerungen von 1992.)
- Gesandt zum Dienst. Wartburg-Verlag, Weimar 2002, ISBN 978-3-86160-142-5.